# Aleksander Tupalski
Aleksander Tupalski, född 5 oktober 1900 i Gelsenkirchen, död i 19 januari 1980 i Canberra, var en polsk ishockeyspelare. Han var med i det polska ishockeylandslaget som kom på delad åttonde plats i Olympiska vinterspelen 1928 i Sankt Moritz.